# Kyle Lightbourne
Kyle Lavince Lightbourne (ur. 29 września 1968 w Hamilton) – bermudzki piłkarz występujący na pozycji napastnika oraz trener.
W barwach Coventry City rozegrał siedem spotkań w Premier League. W lidze tej zadebiutował 9 sierpnia 1997 w wygranym 3:2 meczu z Chelsea. Ponadto grał na poziomie Division One i Division Two.
W latach 1989–2004 występował w reprezentacji Bermudów. Z kolei od 2017 do 2023 był jej selekcjonerem. W 2019 poprowadził ją na Złotym Pucharze CONACACAF.